# Чуланов Габдулла
Габдулла Чуланов (жовтень 1907, аул № 1 Гур'євського повіту Уральської області, тепер Жангалинського району Західно-Казахстанської області, Республіка Казахстан — 22 жовтня 1966, місто Алма-Ата, тепер місто Алмати, Республіка Казахстан) — радянський казахський діяч, голова Держплану, заступник голови Ради народних комісарів Казахської РСР, голова Верховної Ради Казахської РСР. Доктор економічних наук (1956), професор (1960), член-кореспондент Академії наук Казахської РСР (1962). Депутат Верховної Ради Казахської РСР 1—2-го скликань. Депутат Верховної Ради СРСР 1-го скликання (1941—1946).

## Біографія
Народився в бідній селянській родині. З березня 1922 по серпень 1925 року працював у господарстві брата в аулі № 3 Гур'євського повіту. У 1925 році закінчив чотири класи школи 1-го ступеня в аулі № 3 Карасамарської волості Гур'євського повіту. У 1925 році вступив до комсомолу.
З серпня 1925 по червень 1926 року — слухач радянсько-партійної школи в місті Гур'єві.
У червні 1926 — травні 1927 року — відповідальний секретар Кзил-Кугинского волосного комітету комсомолу (ВЛКСМ) Гур'євського повіту. З травня по серпень 1927 року — завідувач хати-читальні в аулі № 8 Карасамарської волості Гур'євського повіту.
У серпні 1927 — грудні 1930 року — слухач робітничого факультету в місті Омську.
Член ВКП(б) з березня 1928 року.
У грудні 1930 — вересні 1933 року — викладач, директор Казахського педагогічного технікуму в місті Омську.
У вересні 1933 — вересні 1935 року — студент Західно-Сибірського інституту марксизму-ленінізму в місті Новосибірську. У вересні 1935 — вересні 1937 року — студент Казахського інституту марксизму-ленінізму в місті Алма-Аті, закінчив чотири курси.
У вересні 1937 — квітні 1938 року — 2-й секретар Балхаського районного комітету КП(б) Казахстану.
У квітні — червні 1938 року — завідувач відділу керівних партійних органів Карагандинського обласного комітету КП(б) Казахстану.
У травні 1938 — березні 1939 року — 2-й секретар Карагандинського обласного комітету КП(б) Казахстану.
У березні — серпні 1939 року — заступник директора Казахського науково-дослідного інституту марксизму-ленінізму в місті Алма-Аті.
У серпні 1939 — 18 січня 1941 року — 1-й заступник голови Державної планової комісії Казахської РСР. З листопада 1940 по 18 січня 1941 року виконував обов'язки голови Державної планової комісії Казахської РСР.
18 січня 1941 — квітень 1942 року — голова Державної планової комісії Казахської РСР.
У квітні 1942 — січні 1945 року — заступник голови Ради народних комісарів Казахської РСР.
У січні 1945 — листопаді 1948 року — 1-й заступник завідувача відділу кадрів ЦК КП(б) Казахстану. Одночасно у 1946—1950 роках — головний редактор журналу ЦК КП(б) Казахстану «Комуніст».
У липні 1945 — 18 березня 1947 року — голова Верховної Ради Казахської РСР.
У 1947 році закінчив заочно історичний факультет Казахського педагогічного інституту.
У листопаді 1948 — грудні 1951 роках — завідувач сектору економіки Академії наук Казахської РСР.
У грудні 1951 — жовтні 1966 року — завідувач відділу історії народного господарства Інституту економіки Академії наук Казахської РСР в місті Алма-Аті.

## Нагороди
- орден Трудового Червоного Прапора (1945)
- ордени
- медалі
- Почесна грамота Верховної ради Казахської РСР